# فرودگاه آلباسته
فرودگاه آلباسته (به انگلیسی: Albacete Airport) (به زبان بومی: Aeropuerto de Albacete) یک فرودگاه همگانی و نظامی است که یک باند فرود آسفالت دارد و طول باند آن ۲۷۰۰ متر است. این فرودگاه در شهر آلباسته کشور اسپانیا قرار دارد و در ارتفاع ۷۰۲ متری از سطح دریا واقع شده‌است.